# Bradysia elobata
Bradysia elobata är en tvåvingeart som beskrevs av Werner Mohrig 1992. Bradysia elobata ingår i släktet Bradysia och familjen sorgmyggor.
Artens utbredningsområde är Spanien. Inga underarter finns listade i Catalogue of Life.